# Lewoskrętność

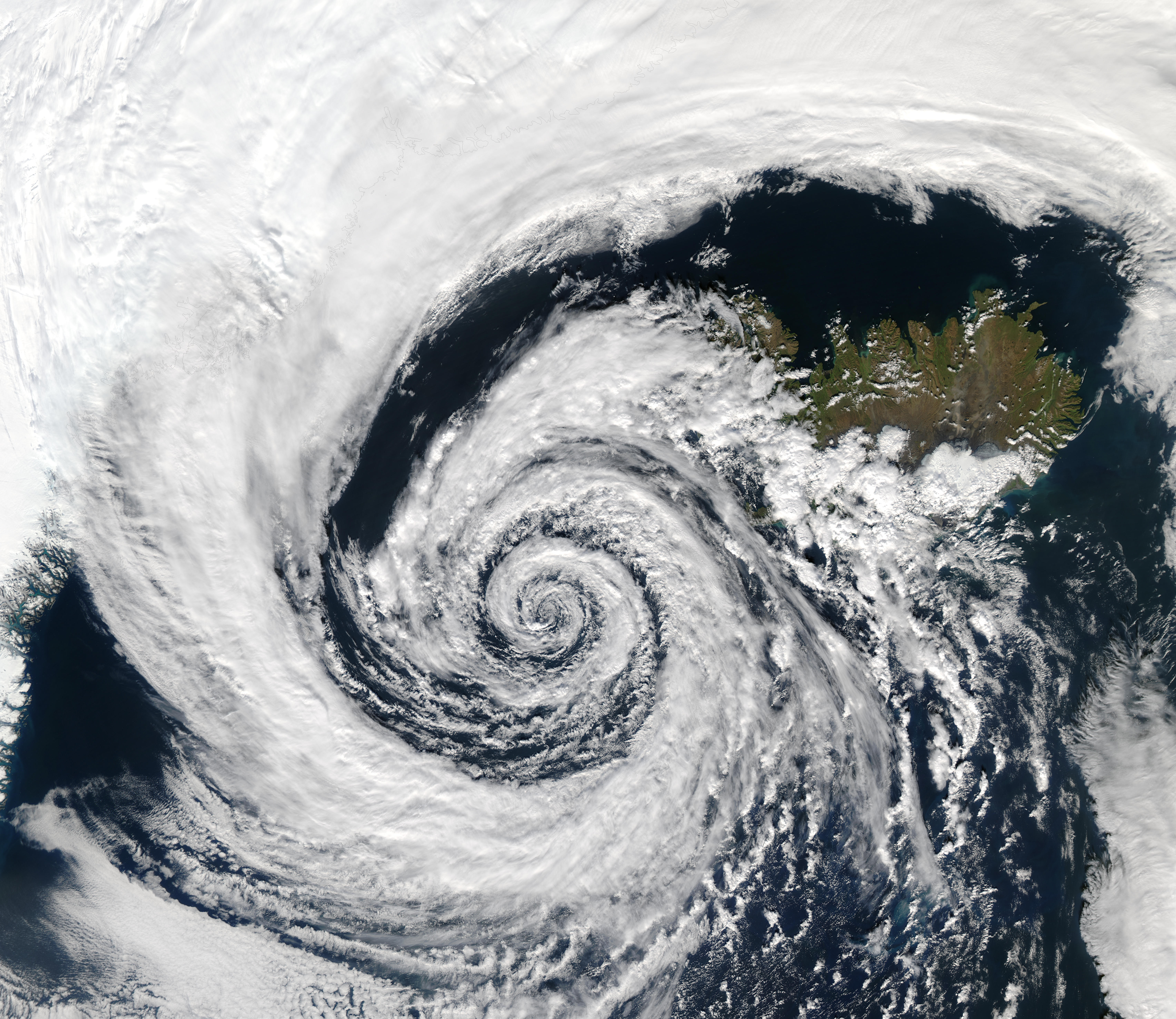
Cyklon nad Islandią

Lewoskrętność – kierunek obrotu przeciwny do prawoskrętności.

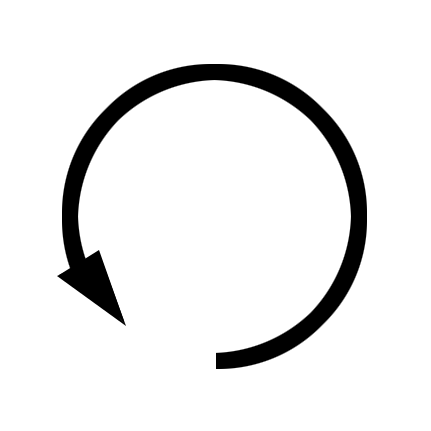
Lewoskrętność

Fala spolaryzowana kołowo lewoskrętnie

Wskutek efektu Coriolisa wiatry cyklonalne (to znaczy wiejące dokoła niżów barycznych) nad półkulą północną cechują się lewoskrętnością. Wskutek tego samego efektu nad półkulą południową lewoskrętne są antycyklony (wokół wyżów barycznych).
W technice gwinty lewoskrętne używane są znacznie rzadziej niż prawoskrętne, do tego stopnia, że potrzeba użycia śruby o gwincie lewym (zwanym odwrotnym) musi być dodatkowo – na rysunkach technicznych, w zamówieniach i specyfikacjach technicznych – oznaczona, bo domyślnie uznaje się, że śruby i gwinty bez takich oznaczeń są prawoskrętne. Gwint lewoskrętny występuje też na śrubie rzymskiej.
Często lewoskrętność jako kierunek opisuje się jako „odwrotny do kierunku ruchu wskazówek zegara” (ang. counterclockwise).
Używana też jest nazwa: kierunek matematycznie dodatni.